# Tomislav Horvat
Tomislav Horvat (24 luglio 1974) è un allenatore di calcio a 5 ed ex giocatore di calcio a 5 sloveno, attuale commissario tecnico della nazionale slovena.

## Carriera
Eccetto una stagione disputata nel campionato croato con il Gospić, ha sempre militato in patria indossando le maglie di Lipa, Litija, GIP Beton MTO e Kobarid. Con la nazionale slovena ha partecipato alla fase finale del campionato europeo 2003, nel quale ha realizzato due doppiette contro Russia e Rep. Ceca. In totale, ha disputato 21 partite e realizzato 13 reti con la nazionale. Dopo il ritiro ha iniziato una fortunata carriera da allenatore, guidando, oltre al Litija, anche Stripy Skofja Loka, Brezje Maribor e Novo Vrijeme Makarska. Nel settembre del 2020 viene nominato commissario tecnico della Slovenia.